# Guido Sprenkels

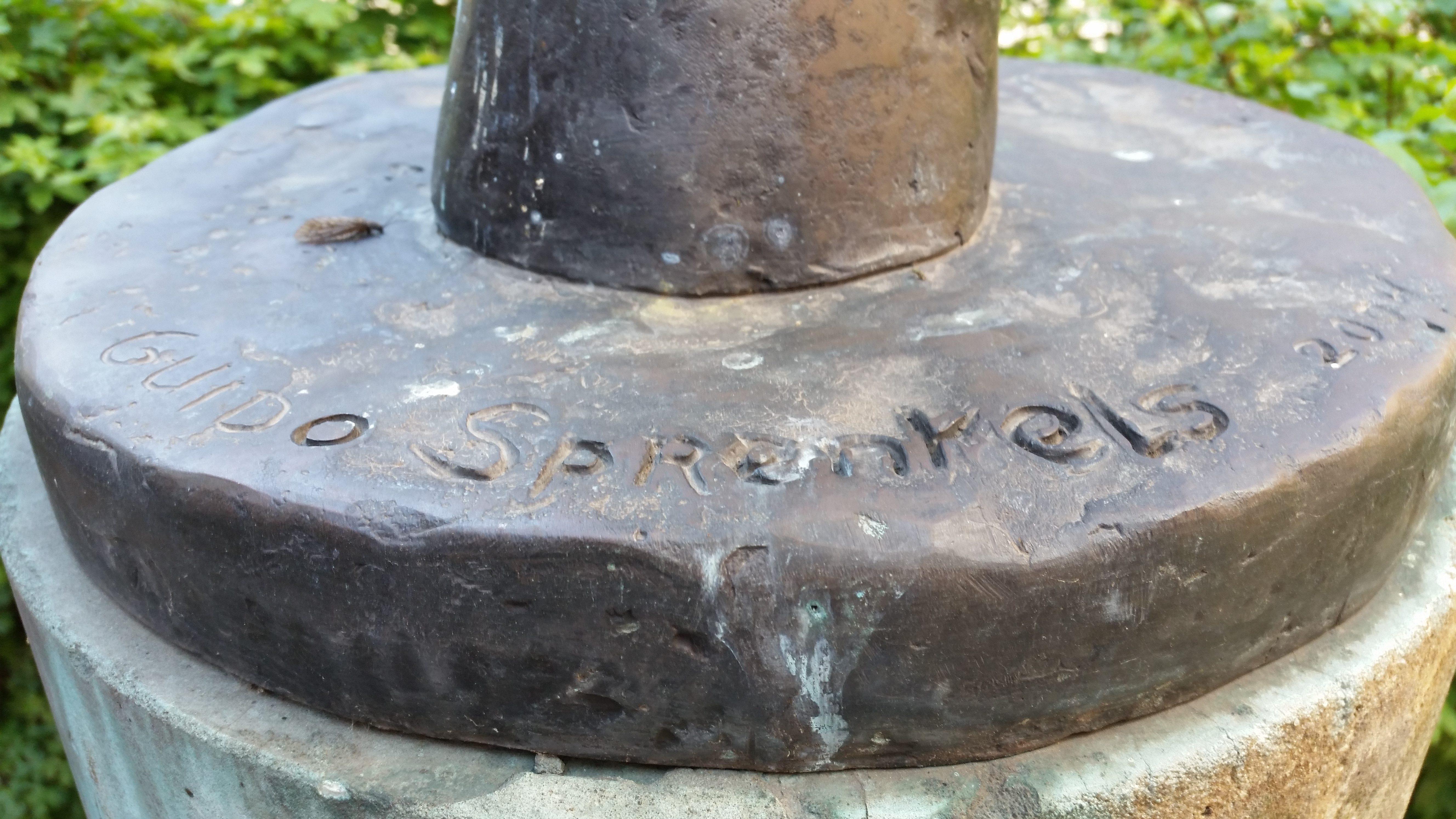
Signatuur op voetstuk Nikè (mei 2020)

Guido Sprenkels (1959) is een Nederlands beeldhouwer van bronzen beelden en portretten.

## Werken
Beelden in de openbare ruimte van zijn hand onder andere de buste van Johan Cruijff in de Johan Cruijff Arena, beeld Minerva voor de Kromhout Kazerne in Utrecht, torso Atlas in Voorburg, portret verzetsheld Ted Meines in Leidschendam, beeld Nikè bij ROC Amsterdam en het portret van Ernst Happel in de Kuip.
- RKD-Nederlands Instituut voor Kunstgeschiedenis: 217949